# BR-469
La BR-469 es una carretera brasileña situada dentro del límite del municipio de Foz do Iguaçu, Paraná. Inicia a 4 km del centro de la ciudad, en el límite con Argentina, siendo su continuación la Ruta Nacional 12 del lado argentino, y termina en las Cataratas del Iguazú, un total de 19 km, que pasa gran parte de su cama en el interior del parque nacional de Iguazú.
Desde 2007, la carretera es parte de la ruta de la Maratón Internacional de Foz do Iguaçu.